# Aghsartan Ier de Kakhétie
Aghsartan Ier de Kakhétie (en géorgien : აღსართან I) est un roi de la dynastie bagratide de Kakhétie de 1058 à 1084.

## Biographie
Aghsartan Ier est le fils et successeur de Gagik Ier de Kakhétie. Pendant tout son règne, il s’emploie à essayer de maintenir son indépendance vis-à-vis du royaume de Géorgie en n’hésitant pas à se soumettre à l'occasion à l’empire des Seldjoukides. 
Dès 1060/1064, il participe à la rébellion des grands féodaux contre Bagrat IV de Géorgie. Le roi tente ensuite d’imposer son hégémonie et occupe une partie de la Kakhétie. Pour retrouver son patrimoine, Aghsartan Ier accepte en 1068 de payer tribut, de se reconnaître vassal du Sultan Alp Arslan et de prendre part aux campagnes de ce dernier contre la Géorgie.
En 1073, il participe à la conspiration de la noblesse contre le nouveau roi Georges II de Géorgie. L’année suivante, il se réconcilie avec le roi et le soutient lors de l’expédition du Sultan Malik Shah Ier, fils et successeur d’Alp Arslan. 
Ce dernier ne manque pas l’occasion d’attiser la jalousie entre les princes chrétiens de Géorgie. C’est ainsi qu’en 1080, il feint de reconnaître les droits du roi de Géorgie sur la Kakhétie. Aghsartan Ier se rend immédiatement à la cour de Malik Shah Ier et renonce au christianisme pour embrasser la foi musulmane. Il est alors confirmé comme roi de Kakhétie et d’Héréthie et reçoit de son suzerain turc une aide militaire pour combattre Georges II de Géorgie. 
Aghsartan Ier meurt en 1084 et laisse comme successeur son fils Kviriké IV de Kakhétie.